# Cyklohexanon
Cyklohexanon ((CH2)5CO, sumární vzorec C6H10O) je organická sloučenina, konkrétně alicyklický keton. Jedná se o hořlavinu II. třídy.
Je to bezbarvá kapalina, barva se však na vzduchu pomalu mění na žlutou v důsledku oxidace.
Ročně se vyrobí miliony tun cyklohexanonu.

## Výroba
Cyklohexanon se vyrábí oxidací cyklohexanu na vzduchu, za přítomnosti katalyzátoru (typicky kobalt):
C6H12 + O2 → (CH2)5CO + H2O.
Alternativní metodou je hydrogenace fenolu:
C6H5OH + 2 H2 → (CH2)5CO.

### Laboratorní metody
Cyklohexanon může být připraven z cyklohexanolu oxidací oxidem chromovým.

## Použití
Velká většina cyklohexanonu je používána ve výrobě prekurzorů nylonu 6,6 a nylonu 6. Přibližně polovina světové produkce je převedena na kyselinu adipovou, což je jeden ze dvou prekurzorů nylonu 6,6. Pro toto použití se oxiduje kyselinou dusičnou.
Druhá polovina produkce se převádí na oxim. Za přítomnosti kyseliny sírové jako katalyzátoru se oxim převede na kaprolaktam, prekurzor nylonu 6:

## Bezpečnost
Stejně jako cyklohexanol není cyklohexanon karcinogenní a je jen slabým jedem. Ve vzduchu se smí nacházet v koncentraci maximálně 25 ppm.